# Zanthoxylum usambarense
Zanthoxylum usambarense, conocida comúnmente como pimienta africana, es una especie de planta fanerógrama perteneciente a la familia Rutaceae. Es nativa de las regiones montañosas de África, especialmente de Tanzania y Kenia.

## Descripción
- Forma: Es un arbusto o pequeño árbol que puede alcanzar alturas de 5 a 15 m.
- Hojas: Son compuestas y aromáticas, con un sabor picante característico.
- Flores: Son pequeñas, de color blanco o crema, y se agrupan en inflorescencias.
- Frutos: Son cápsulas pequeñas y verdes que se vuelven marrones al madurar, liberando semillas negras y brillantes.[2]

## Distribución y hábitat
El área de distribución nativa de esta especie se extiende desde el este y sur de Etiopía, pasando por Tanzania y Kenia, hasta Ruanda. Crece principalmente en el bioma tropical estacionalmente seco.
Prefiere áreas húmedas y sombreadas (véase bosques húmedos), a menudo encontrándose en altitudes entre 1 200 y 2 500 m s. n. m..

## Usos

### Culinario
Las semillas y hojas de esta planta se utilizan como especia en las cocinas locales, aportando un sabor picante y aromático a diversos platos.

### Medicinal
Tradicionalmente, esta planta se ha usado en la medicina africana para tratar diversas dolencias, incluyendo infecciones, problemas digestivos y dolor de muelas. Las propiedades antibacterianas y antiinflamatorias son bien reconocidas.

### Cultural
En algunas comunidades, la planta tiene un valor ritual y es utilizada en ceremonias tradicionales.

## Conservación
Esta especie enfrenta amenazas debido a la deforestación y la recolección no sostenible. Es importante promover prácticas de conservación y el cultivo sostenible para asegurar la supervivencia de esta especie en su hábitat natural.

## Taxonomía
La especie fue descrita inicialmente como Fagara usambarensis por Adolf Engler y publicada en Botanische Jahrbücher für Systematik, Pflanzengeschichte und Pflanzengeographie 36(2): 242, en 1905, actualmente, es tanto un sinónimo como el basónimo de esta; y ulteriormente sería transferida al género Zanthoxylum por John Ongayo Kokwaro en Kew Bulletin 32(4): 798, en 1978.

#### Etimología
Véase: Zanthoxylum
usambarense: epíteto geográfico que alude a su localización en las Montañas Usambara.

## Conclusión
Se trata de una planta de gran importancia ecológica, cultural y económica en las regiones donde se encuentra. Su preservación es crucial para mantener la biodiversidad y las tradiciones locales.